# Tragopan de Cabot
El tragopan de Cabot (Tragopan caboti) és una espècie d'au gal·liforme de la família Phasianidae endèmica del sud-est de la Xina. El seu nom es creu que fou en honor de Samuel Cabot (1815-1885), un ornitòleg americà.

## Subespècies
Es coneixen dues subespècies de Tragopan caboti:
- Tragopan caboti caboti - SE Xina.
- Tragopan caboti guangxiensis - NE Guangxi (SE Xina).